# John B. Mansbridge
John B. Mansbridge (* 20. März 1917 in Geddes, South Dakota; † 11. Januar 2016 in La Quinta, Kalifornien) war ein US-amerikanischer Art Director und Production Designer, der zwischen 1956 und 1991 an mehr als 100 Produktionen als Filmarchitekt beteiligt war. International bekannt wurde er durch seine Arbeiten für Filme wie Die tollkühne Hexe in ihrem fliegenden Bett, Insel am Ende der Welt, Elliot, das Schmunzelmonster, Das schwarze Loch oder Tron.

## Leben und Karriere
John B. Mansbridge wurde als Sohn von Jack Mansbridge und Wanda Anderson 1917 in Geddes, South Dakota geboren. Nach seinem Ausscheiden aus der Armee 1946, schlug er die Laufbahn eines Architekten beim Film ein. Zuerst arbeitete Mansbridge beim RKO Art Department unter Van Nest Polglase, später in den 1950er Jahren war er auch für TV-Shows tätig. Als Art Director und Production Designer war er im Laufe seiner Karriere an über 100 Filmproduktionen beteiligt, darunter über zwei Jahrzehnte lang als Filmarchitekt bei den Disney Studios. Der Produktionsdesigner Carroll Clark wurde dort zu Beginn sein Mentor.
Insgesamt wurde Mansbridge zweimal für den Oscar in der Kategorie Bestes Szenenbild nominiert. Bei der Oscarverleihung 1972 für seine Beteiligung am Film Die tollkühne Hexe in ihrem fliegenden Bett zusammen mit Peter Ellenshaw, Walter H. Tyler, Al Roelofs und Hal Gausman, sowie bei der Oscarverleihung 1975 für Insel am Ende der Welt zusammen mit Peter Ellenshaw, Emile Kuri und Hal Gausman.
1988 gewann Mansbridge einen Emmy für seine herausragende künstlerische Leistung für seine Arbeit an der CBS-Serie Die Schöne und das Biest. Darüber hinaus erhielt er im Jahr 2006 einen ADG Lifetime Achievement Award von der Art Directors Guild.
Mansbridge war mit Colleen Cuccia verheiratet. Aus dieser Verbindung stammen der Sohn Mark W. Mansbridge und die Tochter Robin Garver Mansbridge.

## Auszeichnungen (Auswahl)
- 1972: Oscar-Nominierung in der Kategorie Bestes Szenenbild für Die tollkühne Hexe in ihrem fliegenden Bett zusammen mit Peter Ellenshaw, Walter H. Tyler, Al Roelofs und Hal Gausman
- 1975: Oscar-Nominierung in der Kategorie Bestes Szenenbild für Insel am Ende der Welt zusammen mit Peter Ellenshaw, Emile Kuri und Hal Gausman

## Filmografie (Auswahl)
| - 1957: Vierzig Gewehre (Forty Guns) - 1959: Die Rückkehr der Fliege (Return of the Fly) - 1960: Ein Toter ruft an (The 3rd Voice) - 1961: Schlacht an der Blutküste (Battle at Bloody Beach) - 1963: Die unglaubliche Reise (The Incredible Journey) - 1965: Diese Calloways (Those Calloways) - 1967: Schmeißt die Affen raus (Monkeys, Go Home!) - 1967: Bullwhip Griffin oder Goldrausch in Kalifornien (The Adventures of Bullwhip Griffin) - 1967: Der glücklichste Millionär (The Happiest Millionaire) - 1968: Käpt’n Blackbeards Spuk-Kaschemme (Blackbeard’s Ghost) - 1968: Wie klaut man ein Gemälde? (Never a Dull Moment) - 1968: Der Hengst im grauen Flanellanzug (The Horse in the Gray Flannel Suit) - 1968: Ein toller Käfer (The Love Bug) - 1969: Smith! - Ein Mann gegen alle (Smith!) - 1969: Ein Frechdachs im Maisbeet (Rascal) - 1969: Superhirn in Tennisschuhen (The Computer Wore Tennis Shoes) - 1970: Rauhes Land (The Wild Country) - 1971: Der barfüßige Generaldirektor (The Barefoot Executive) - 1971: Cowboy John – Der letzte Held im wilden Westen (Scandalous John) - 1971: Die Millionen-Dollar-Ente (The Million Dollar Duck) - 1971: Die tollkühne Hexe in ihrem fliegenden Bett (Bedknobs and Broomsticks) - 1972: Die Promenadenmischung (The Biscuit Eater) - 1972: Flucht in die Wildnis (Napoleon and Samantha) - 1972: Es kracht – es zischt – zu seh’n ist nischt (Now You See Him, Now You Don’t) - 1972: Die Flucht des Pumas (Run, Cougar, Run) - 1972: Erbschaft in Weiß (Snowball Express) - 1973: Big Boy – Der aus dem Dschungel kam (The World's Greatest Athlete) - 1973: Charley und der Engel (Charley and the Angel) - 1973: Ein Kamel im wilden Westen (One Little Indian) - 1973: Superman - 1973: Superdad – Papa ist der Größte (Superdad) - 1974: Herbie groß in Fahrt (Herbie Rides Again) - 1974: Meine Bären und ich (The Bears and I) - 1974: Südsee-Cowboy (The Castaway Cowboy) - 1974: Insel am Ende der Welt (The Island at the Top of the World) - 1975: Der Retorten-Goliath (The Strongest Man in the World) - 1975: Die Flucht zum Hexenberg (Escape to Witch Mountain) - 1975: Die Semmelknödelbande (The Apple Dumpling Gang) - 1976: Das große Ferienabenteuer (No Deposit, No Return) - 1976: Der Goldschatz von Matecumbe (Treasure of Matecumbe) - 1976: Gus - 1976: Zotti, das Urviech (The Shaggy D.A.) - 1976: Ein ganz verrückter Freitag (Freaky Friday) | - 1977: Der tolle Käfer in der Rallye Monte Carlo (Herbie Goes to Monte Carlo) - 1977: Elliot, das Schmunzelmonster (Pete's Dragon) - 1978: Der Sieg der Sternenkinder (Return from Witch Mountain) - 1978: Die Katze aus dem Weltraum (The Cat from Outer Space) - 1978: Heiße Schüsse, kalte Füße (Hot Lead and Cold Feet) - 1979: Eine ganz irre Truppe (The North Avenue Irregulars) - 1979: Die Rückkehr der Semmelknödelbande (The Apple Dumpling Gang Rides Again) - 1979: Das schwarze Loch (The Black Hole) - 1980: Herbie dreht durch (Herbie Goes Bananas) - 1980: Bruchlandung im Paradies (The Last Flight of Noah's Ark) - 1981: Zum Teufel mit Max (The Devil and Max Devlin) - 1982: Tron - 1982: Tex - 1983: Trenchcoat - 1983: Something Wicked This Way Comes - 1984: Country - 1984: Frankenweenie (Kurzfilm) - 1985: My Science Project - 1956–1957: Adventures of Superman (Fernsehserie, 26 Episoden) - 1961–1962: Bus Stop (Fernsehserie, 10 Episoden) - 1963–1982: Disney-Land (Fernsehserie, 30 Episoden) - 1969: Secrets of the Pirates' Inn (Fernsehfilm) - 1970: Menace on the Mountain (Fernsehfilm) - 1970: The Boy Who Stole the Elephant (Fernsehfilm) - 1971: The Strange Monster of Strawberry Cove (Fernsehfilm) - 1973: Mystery in Dracula's Castle (Fernsehfilm) - 1974: The Whiz Kid and the Mystery at Riverton (Fernsehfilm) - 1974: Hog Wild (Fernsehfilm) - 1974: Return of the Big Cat (Fernsehfilm) - 1976: The Whiz Kid and the Carnival Caper (Fernsehfilm) - 1976: Ein Wolf kehrt zurück (Fernsehfilm) - 1977: The New Mickey Mouse Club (Fernsehserie) (1 Episode) - 1977: The Ghost of Cypress Swamp (Fernsehfilm) - 1978: Zwei Cowboys (Fernsehfilm) - 1978: Die gläserne Puppe (Fernsehfilm) - 1980: The Kids Who Knew Too Much (Fernsehfilm) - 1984: Vier auf der Flucht (Fernsehfilm) |